# Great South Basin
Le Great South Basin est une zone principalement maritime du Sud de l'Ile du Sud de la Nouvelle-Zélande. 
Depuis les années 1960, cette zone est explorée et forée à la recherche de dépôts de pétrole, par diverses compagnies, essentiellement internationales et en particulier Hunt Oil (en), mais jusqu'en 1984 toutes ces compagnies avaient échoué dans leurs recherches.
Grâce aux avancées dans la recherche sismique et de la technologie des forages, les espérances de découvertes potentielles de pétrole, ont augmenté. Depuis 2006, de nouvelles soumissions pour des forages directs sont apparues .
En 2010, Exxon Mobil et Todd Energy (en) abandonnèrent leurs droits d'exploration, sous prétexte de difficultés techniques et de la rudesse de l'environnement. Royal Dutch Shell acheta en conséquence des droits dans une coentreprise menée par la société néo-zélandaise OMV.